# La Charité-sur-Loire
La Charité-sur-Loire ([la ʃaʁiˈte syʁ lwaʁ]) è un comune francese di 5 292 abitanti situato nel dipartimento della Nièvre nella regione della Borgogna-Franca Contea.

## Galleria d'immagini

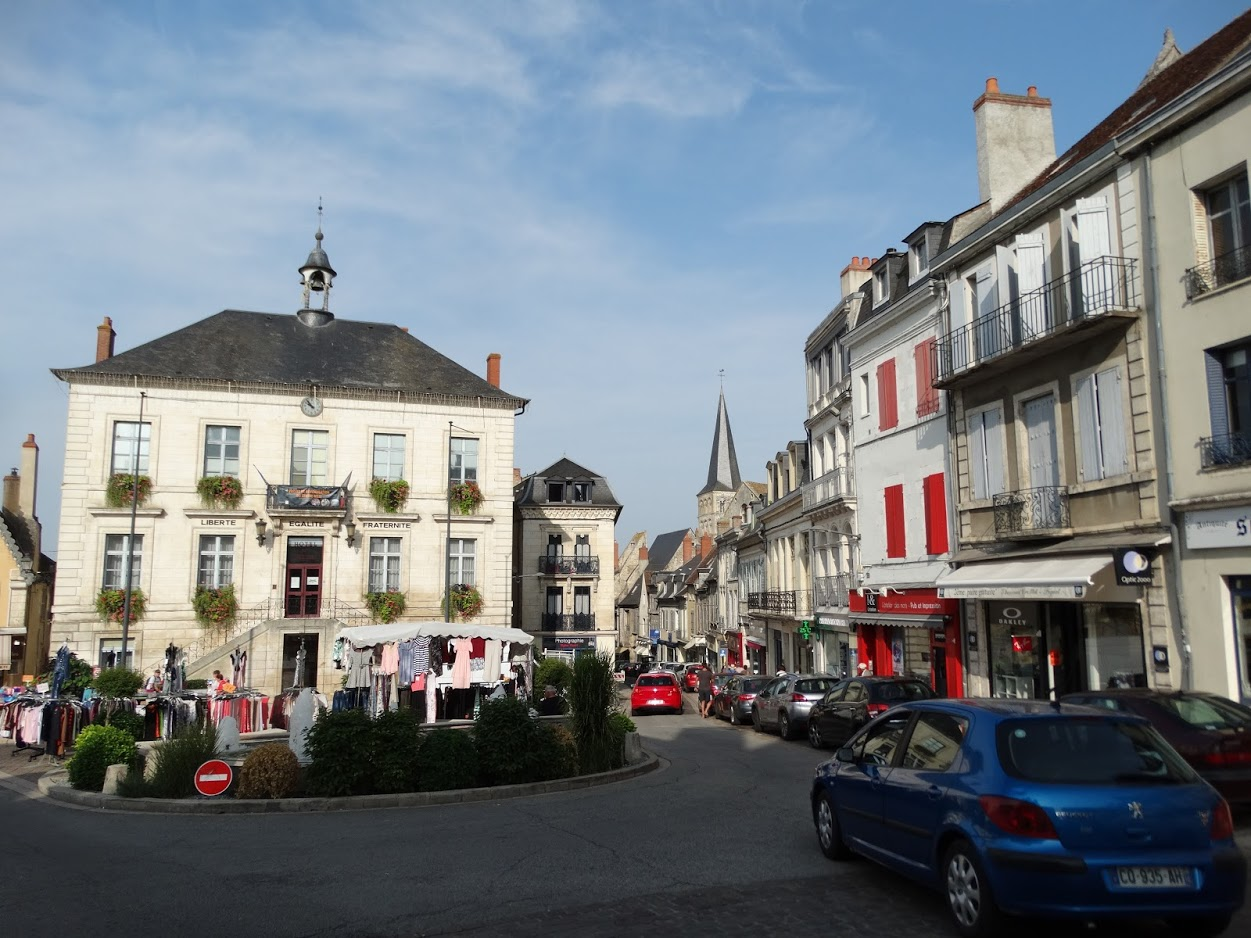
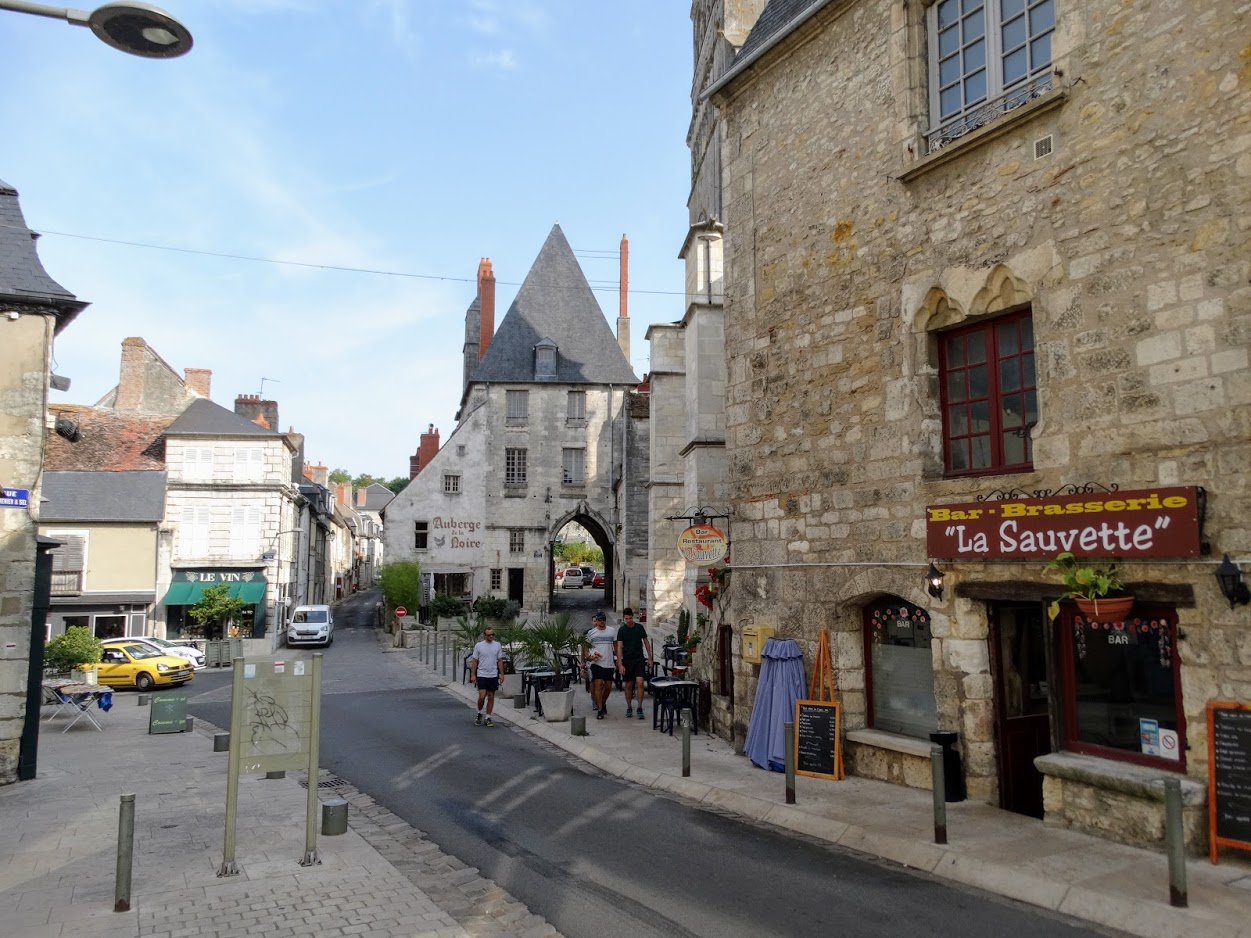
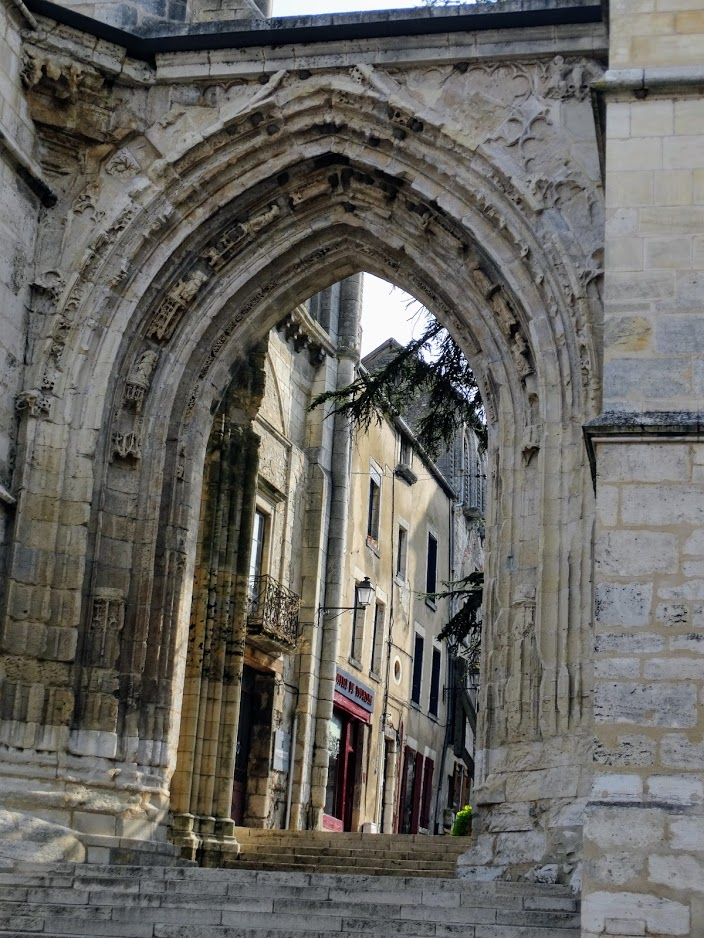
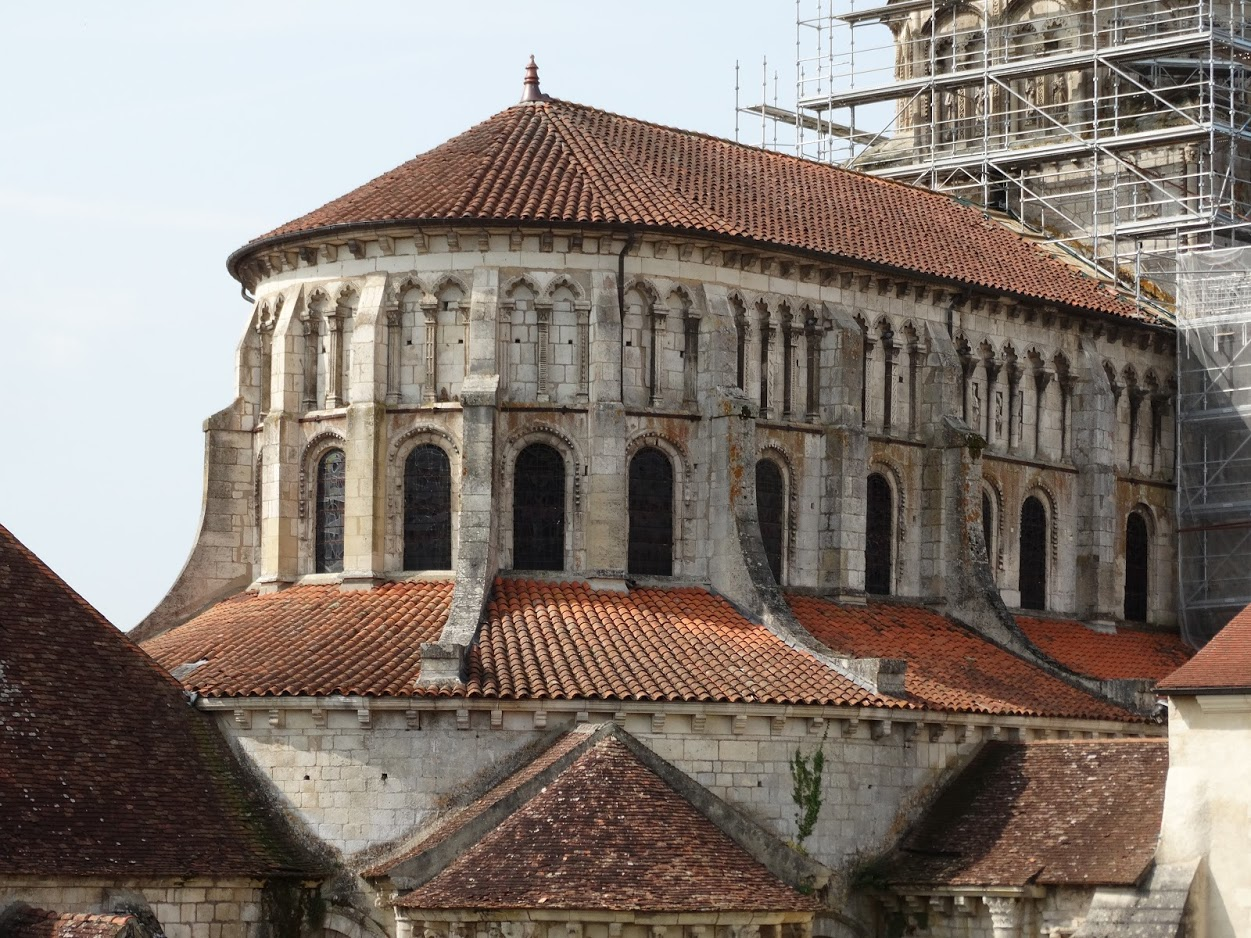
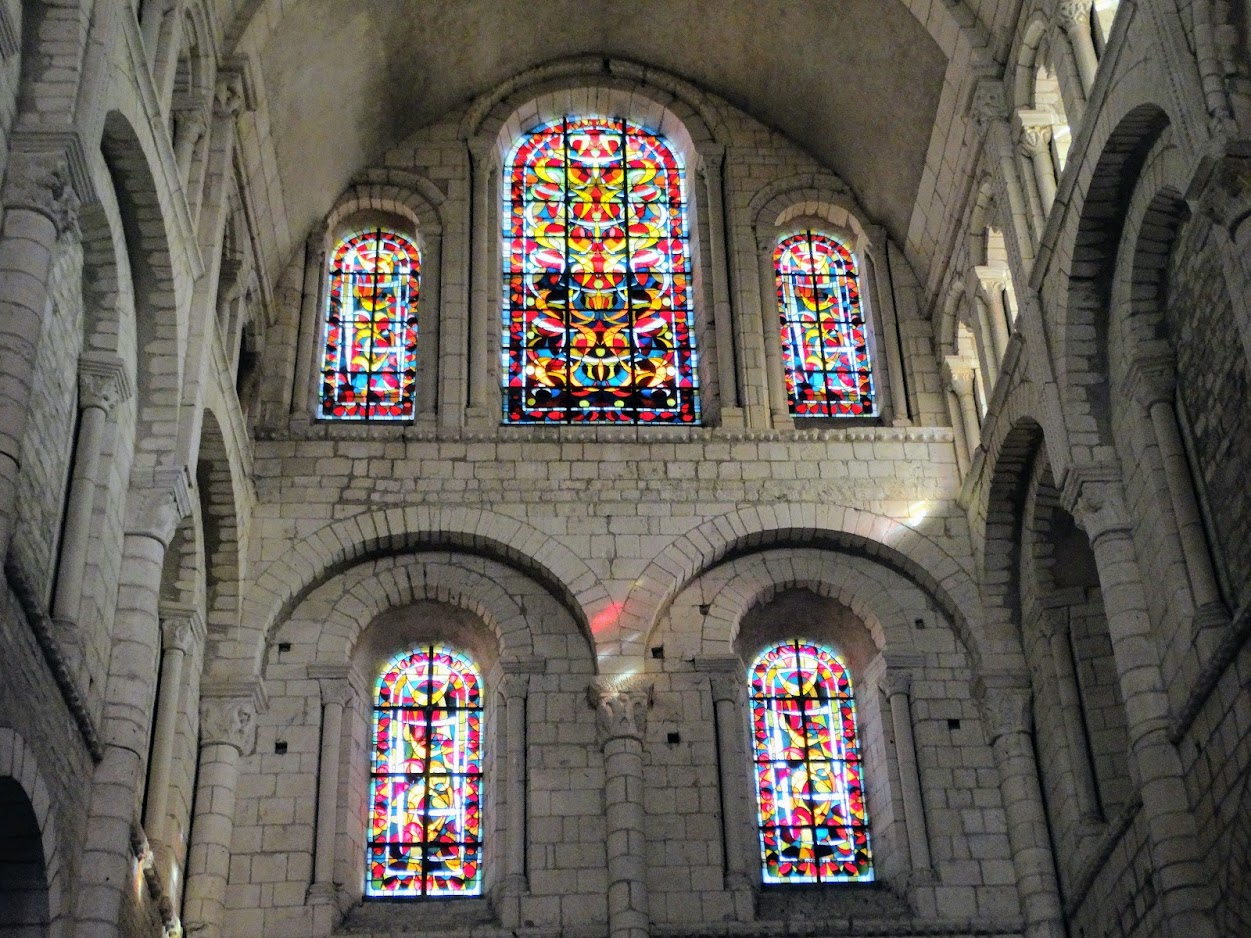
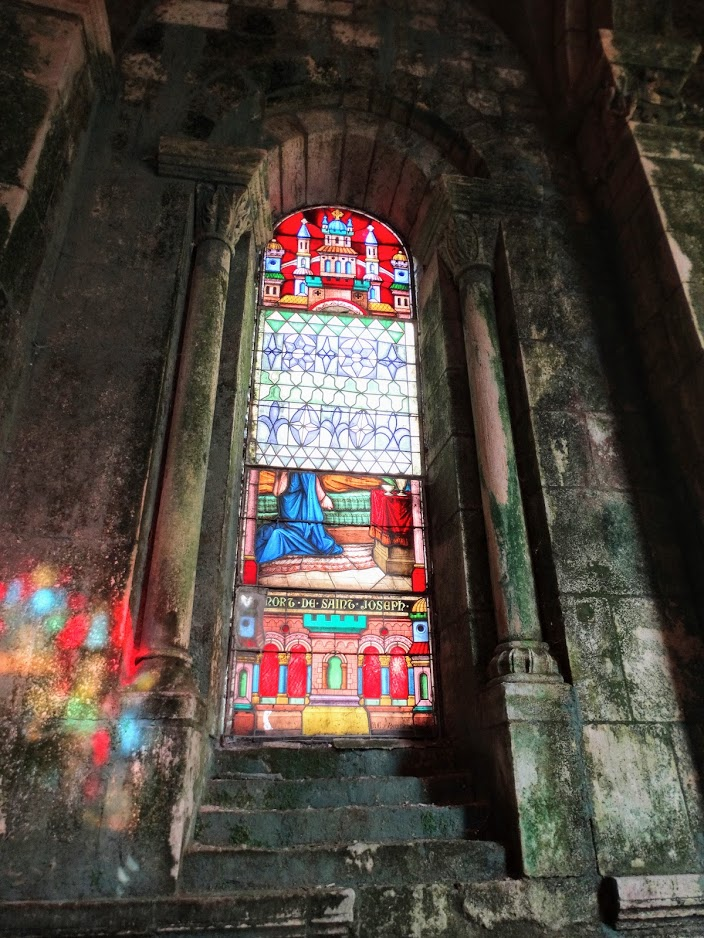
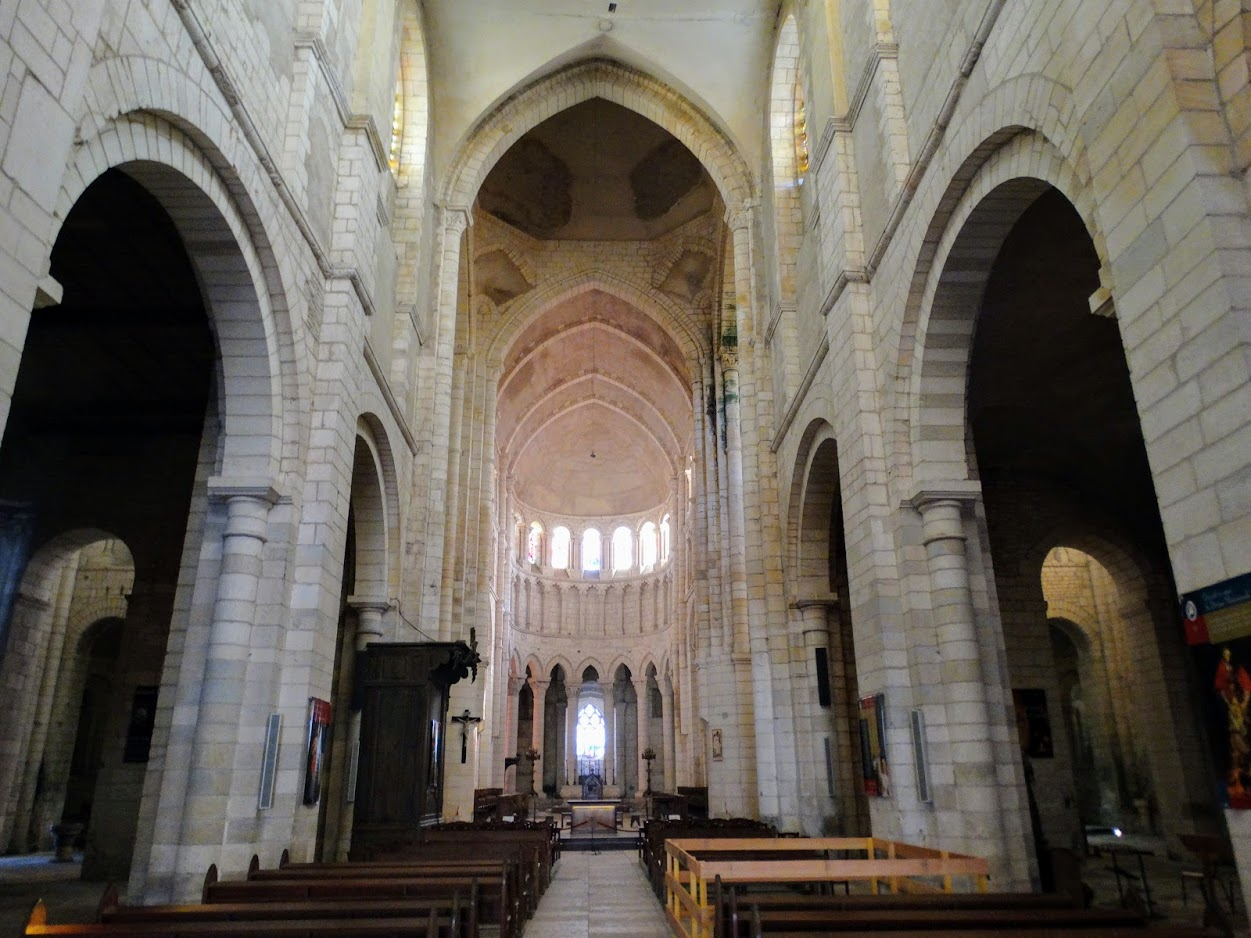

## Società

### Evoluzione demografica
Abitanti censiti

## Amministrazione

### Gemellaggi
- Castiglion Fiorentino
- Biedenkopf
- Neustadt an der Orla